# 檸檬山 (加利福尼亞州)
檸檬山（英語：Lemon Hill）是位於美國加利福尼亞州薩克拉門托縣的一個人口普查指定地區。

## 地理
檸檬山的座標為38°31′02″N 121°27′26″W / 38.51722°N 121.45722°W，而該地最高點為海拔高度9米（即30英尺）。

## 人口
根據2010年美國人口普查的數據，檸檬山的面積為4.213平方千米，均為陸地。當地共有人口13729人，而人口密度為每平方千米3,258人。
根據2010年的普查資料顯示，年齡分布為18歲以下的4,498人（32.8％），18至24歲的1,564人（11.4％），25至44歲的3,885人（28.3％），45至64歲的2,712人（19.8％）和65歲或以上的1,070人（7.8％）。中間年齡統計在28.5歲。每100名女性中，有101.9名男性。每100名18歲及以上的女性中，男性為102.0名。